# Rátonyi József
Rátonyi József (Budapest, 1942. december 9. – 2022. március 3.) Munkácsy Mihály-díjas (1981) magyar szobrász.

## Életpályája
1962–1968 között a Képzőművészeti Főiskola hallgatója volt, ahol Somogyi József és Szabó Iván oktatta. 1967-től a Vásárhelyi Őszi Tárlatok résztvevője. 1968-tól a Szegedi Nyári Tárlatok résztvevője. 1969-től a főiskolán ösztöndíjas tanársegéd, jelenleg (2009) adjunktus. 1970–1974 között a Stúdió-kiállításokon is bemutatta műveit.

### Munkássága
A Medgyessy-hagyományt a modern plasztika vívmányaival ötvöző szobrászata szűkebb környezetének népi életéből és napjaink intellektuális jelenségeiből meríti tematikáját. Szereti a dinamikus beállításokat, foglalkoztatja a lovak mozgása, a vágtatás ritmusa. Több mint 16 köztéri szobra áll az országban.

## Családja
Szülei: Rátonyi József és Horváth Gizella voltak. 1974-ben házasságot kötött Tóth Júliával. Két fiuk született: József (1977) és Dávid (1985).

## Művei

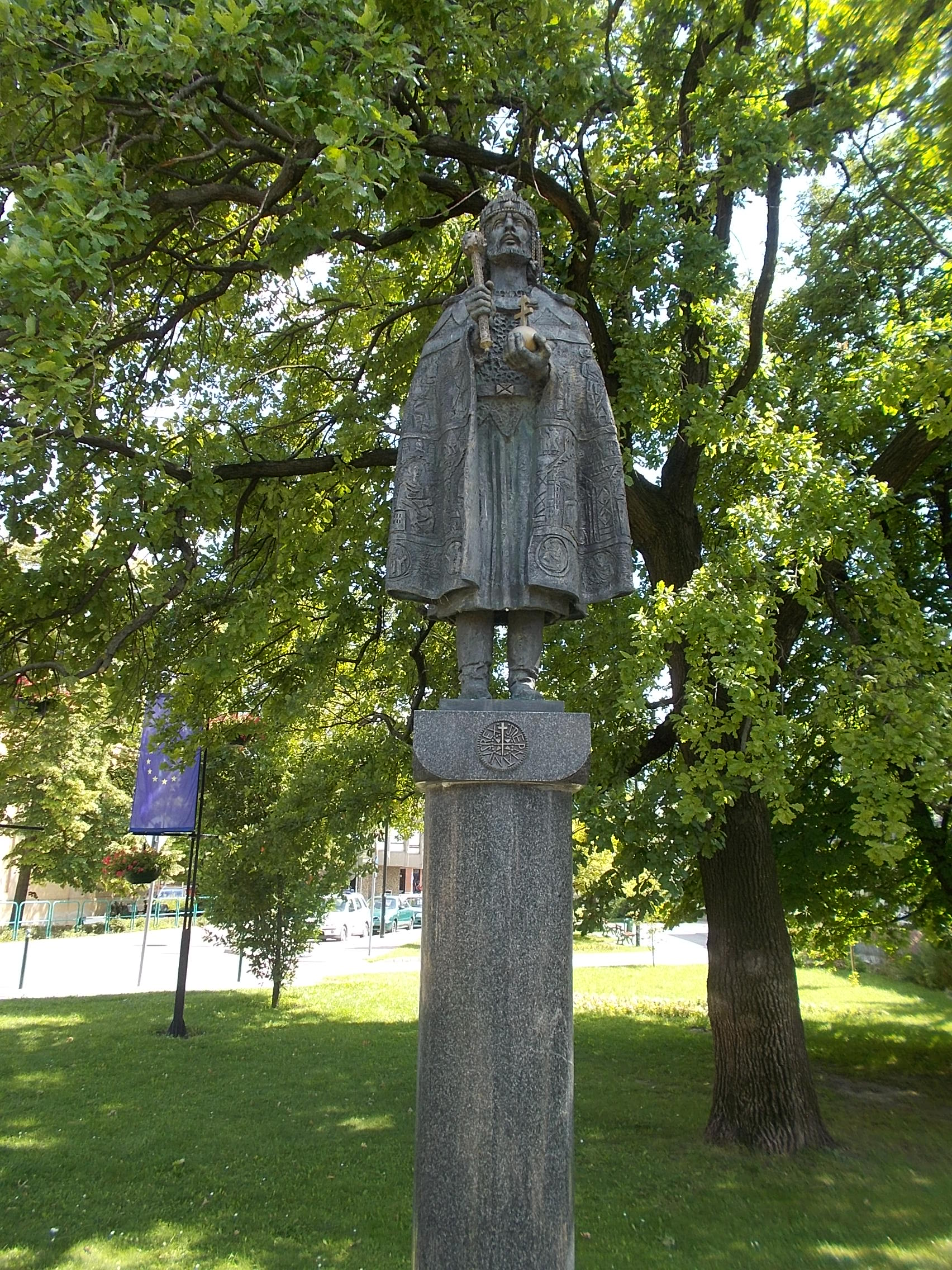
Szent István-szobor (Rátonyi József, 2000).

- Futó Mihály-dombormű (Hódmezővásárhely, 1967)
- Mosolygó Antal (Mátészalka, 1968)[5]
- Díszkút (Gávavencsellő, 1970)

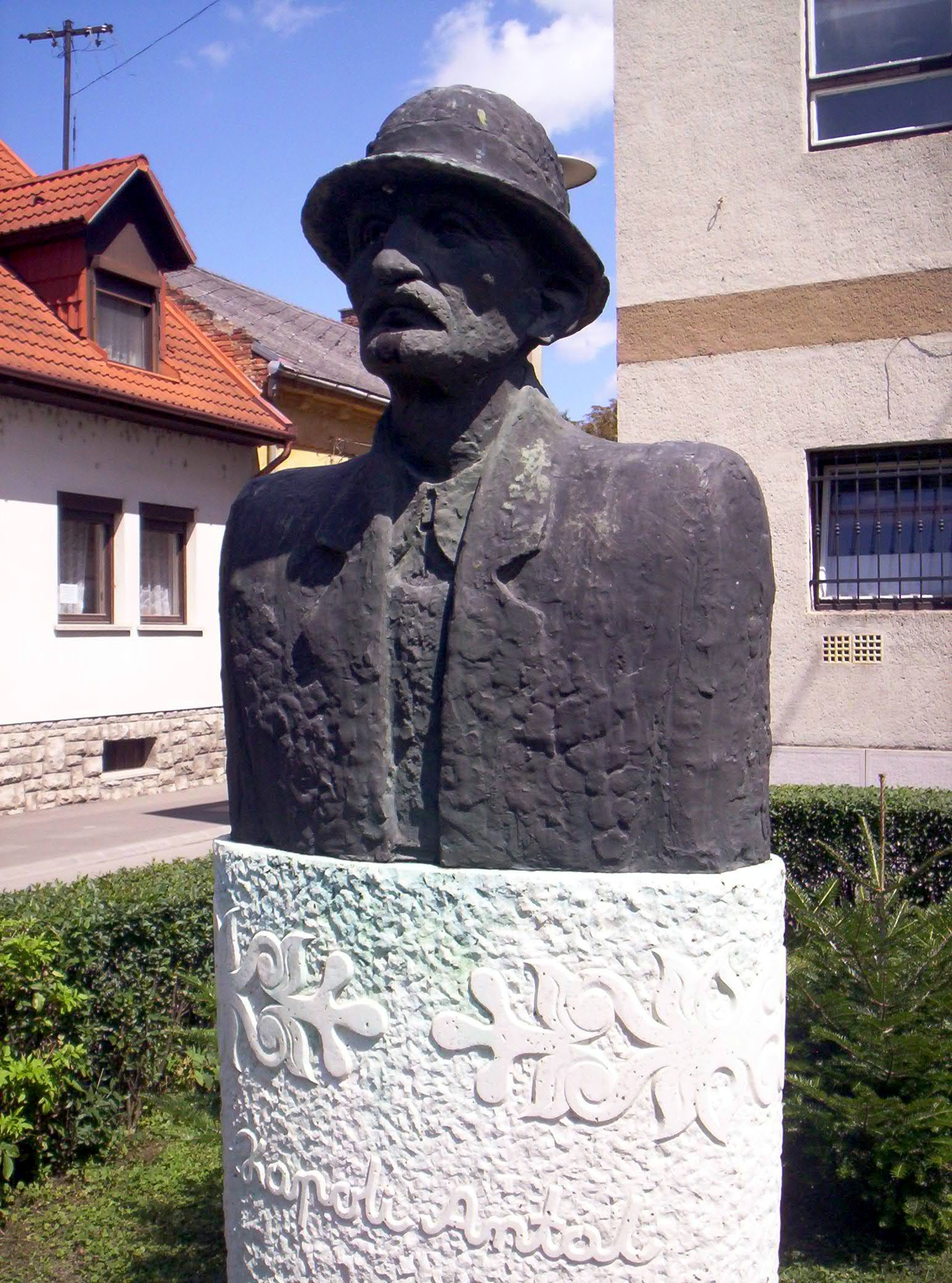
id. Kapoli Antal (Szigetvár, 1972)
- Horgász (Balatonlelle, 1973)
- Any gyermekkel (Nagyatád, 1974)
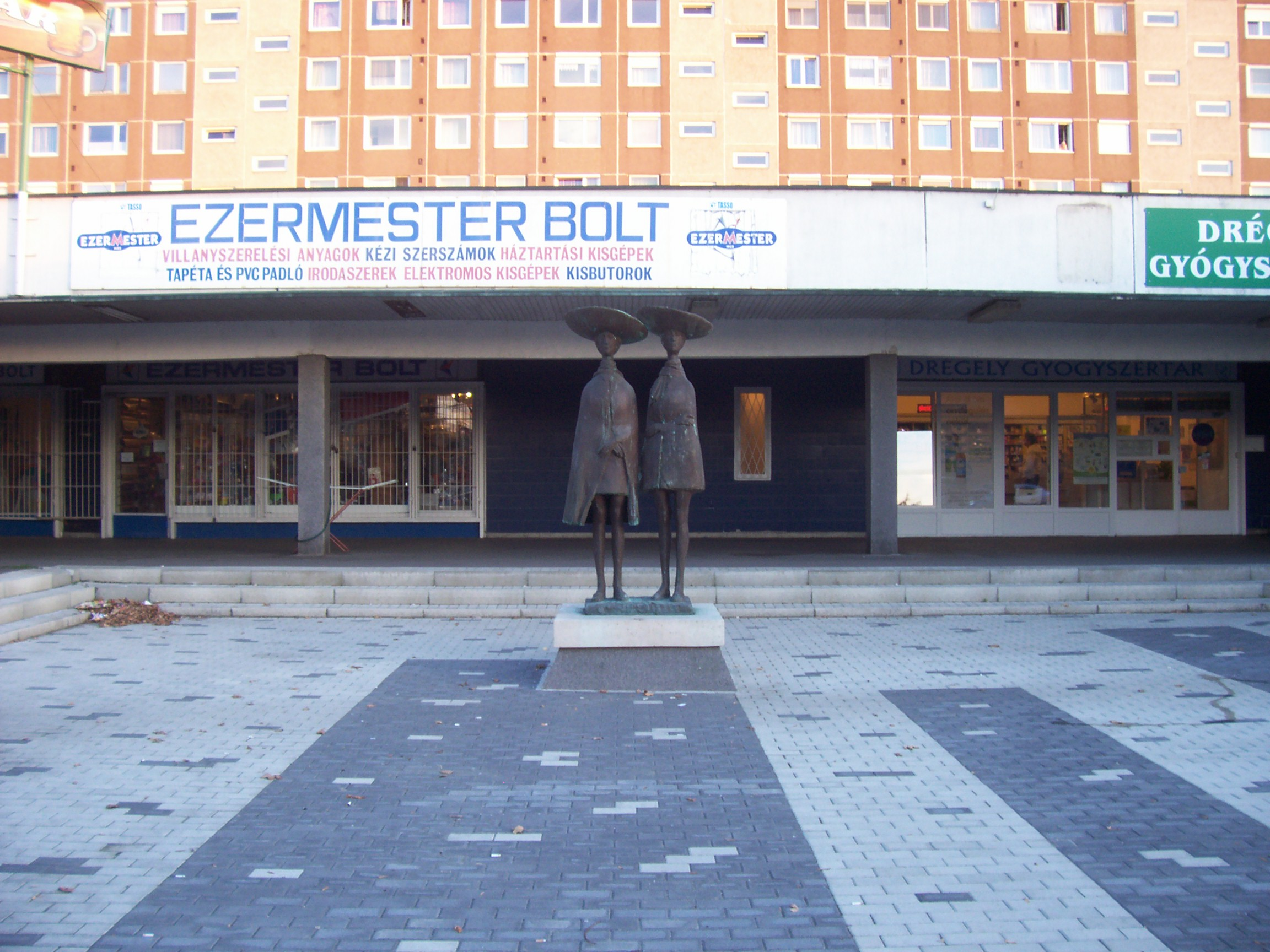
Ikrek (Budapest, 1975)
- Vasvári Pál (Nyírvasvári, 1976)
- Csokonai Vitéz Mihály (Nagybajom, 1976)
- Csokonai Vitéz Mihály szobra (Hévíz, 1976)
- Kölcsey Ferenc-szobor (Debrecen, 1978)
- Báthory István (Nyírbátor, 1979)
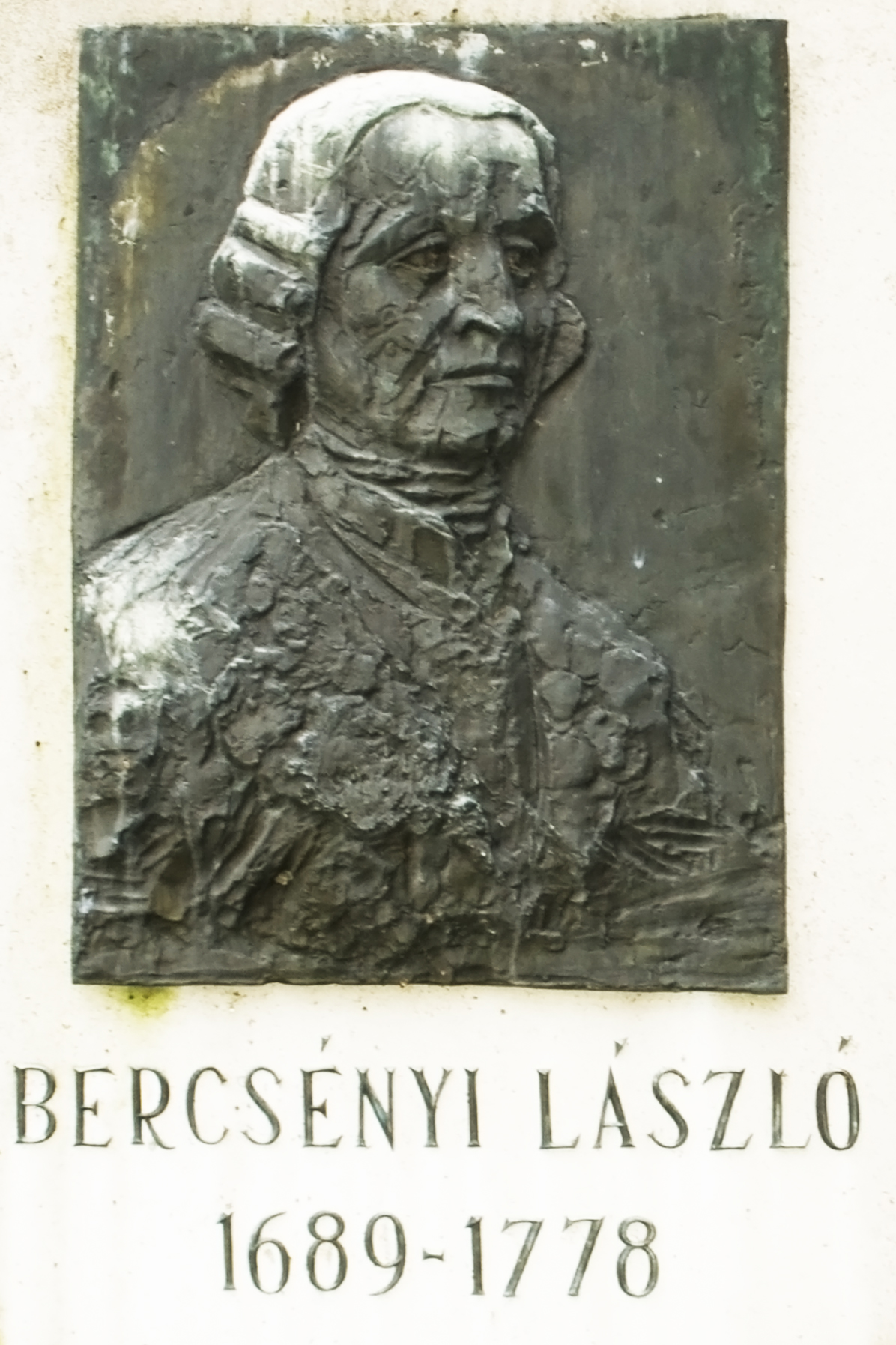
Bercsényi Miklós és Bercsényi László emlékműve (Vaja, 1979)
- Johannes Regiomontanus-dombormű (Budapest, 1979)
- Móricz Zsigmond-emléktábla (Nyíregyháza, 1981)
- Városépítő (Ajka, 1984)
- Szerelmespár (Nyíregyháza, 1984)
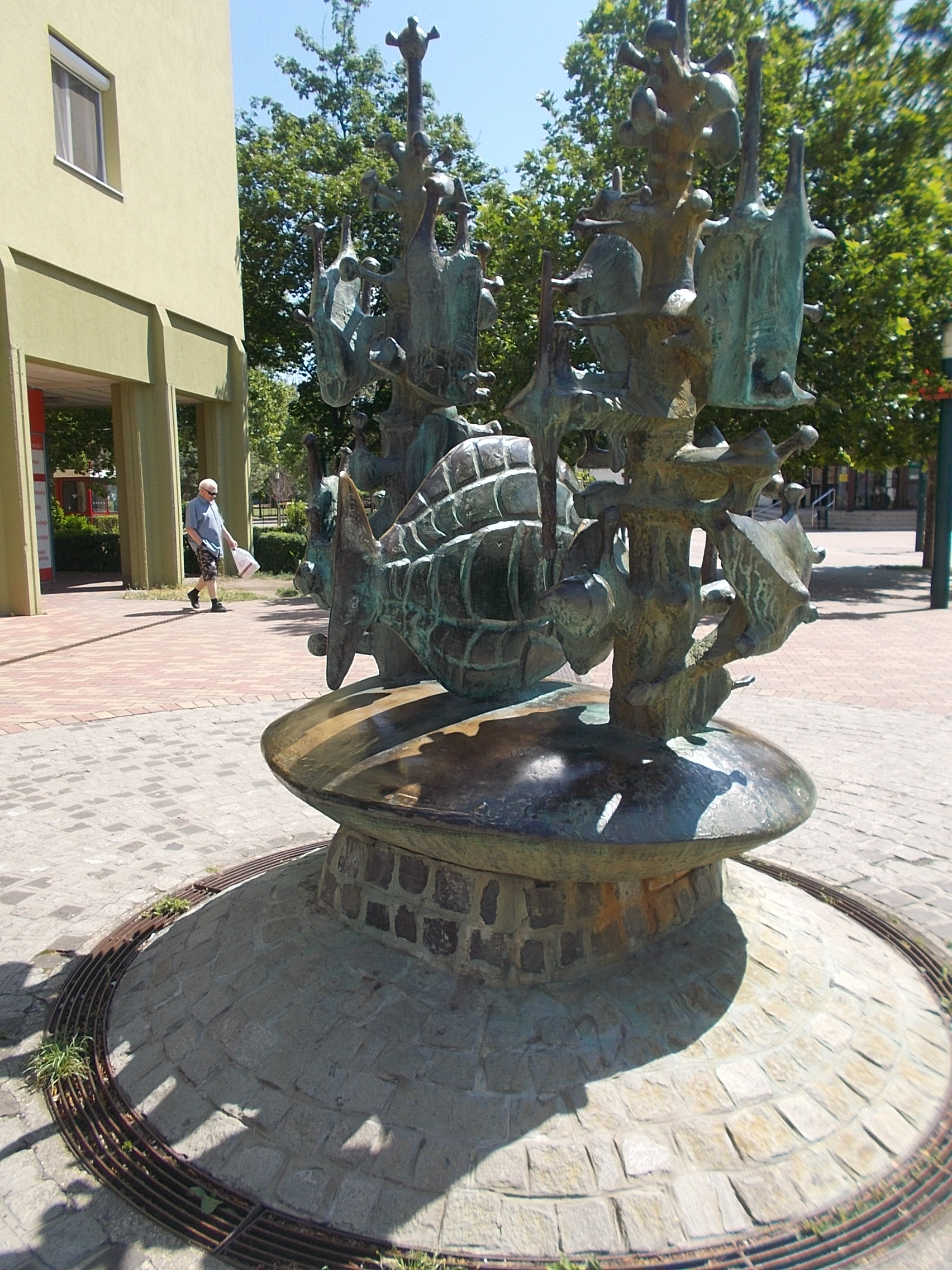
Széchényi Ferenc (Budapest, 1985, Országos Széchényi Könyvtár)
- Halas díszkút (Budapest, Békásmegyer, 1985)
- Sárkányok (Szécsény, 1987)
- III. Béla király (Zirc, 1987)
- Ráckeve kálvária (Ráckeve, 1997)
- 1848-49-es emlékmű (Ráckeve, 1997)
- Szent István-szobor (Ráckeve, 2000)
- Szent Imre herceg (Ráckeve, 2006)

## Galéria
- Kapoli Antal
(Szigetvár, 1972)
- Ikrek
(Budapest, 1975)
- Bercsényi László emlékmű
(Vaja, 1979)
- Halas díszkút
(Budapest, 1985)

## Kiállításai

### Egyéni
- 1970, 1977 Hódmezővásárhely
- 1972, 1976, 1980 Budapest
- 1977 Tata
- 1980-1983 Nyíregyháza
- 1986 Hatvan, Ajka

### Válogatott, csoportos
- 1969, 1971 Pécs
- 1971, 1975-1976, 1978, 1985, 1988-1989 Budapest

## Díjai
- Munkácsy Mihály-díj (1981)